# ボーフォール (チーズ)
ボーフォール（フランス語: Beaufort）は、フランスサヴォワ地方のサヴォワ県の大部分とオート＝サヴォワ県の一部で生産される、牛乳を原料としたチーズ。ハードタイプに分類される。ジャン・アンテルム・ブリア＝サヴァラン (1755 - 1826) がチーズの「プリンス」と賛辞を述べたのは、このチーズをさしているとされる。名称のボーフォールは産地のコミューンのひとつ、ボーフォール (サヴォワ県)に由来する。同じ地方で生産されるアボンダンスとの類似が指摘されるが、大きさはボーフォールの方が大きい。
正確な年代は不明ながら起源は中世にさかのぼり、ヴァシュラン（この地方やスイスなどで牛乳から生産されるウォッシュチーズの総称）を作っていた人々が17世紀にグリュイエールチーズの製法を導入し、グロヴィール (grovire) と呼ばれる、現代のボーフォールに似たチーズの生産を始めた。ボーフォールの文献への初出は1865年とされ、製法はこのころから現代までおおむね変わっていないとされる。1968年にはAOC認定を受けた。
ボーフォールには呼称による分類があり、普通のボーフォールのほかに「エテ (été)」および「アルパージュ (alpage)」がある。この2つは夏の間に放牧牛の牛乳から作られるボーフォールをさし、中でもアルパージュはシャレ（山小屋）で作成されるものに限定される。ボーフォールはAOC認定の際、生産地を海抜800メートル以上と限定されているが、アルパージュを名乗るためのシャレは標高1500メートル以上に立地することが必要とされる。この「ボーフォール・ダルパージュ (beaufort d'alpage) 」は「最高級」「絶品」「個性的で希少で高価」などと評される。
味は甘味が感じられ、「青草、花、フルーツ、ナッツ」と表現される複雑な風味を持つ。ワインやクルミ入りのパンと合わせたり、フォンデュに使ってもよい。